# Marshall Amplification
Marshall Amplification – brytyjskie przedsiębiorstwo zajmujące się projektowaniem oraz produkują wzmacniaczy elektroakustycznych. Początkowo wzmacniacze Marshalla były tworzone jako bezpośrednie kopie wzmacniaczy Fendera, jednak wkrótce przedsiębiorstwo wytworzyło swój własny styl, który stał się popularny zwłaszcza wśród gitarzystów poszukujących cięższego brzmienia.

## Historia

### Początki przedsiębiorstwa
Jim Marshall początkowo w latach 60. prowadził niewielki sklep muzyczny w Londynie, sprzedający bębny, talerze perkusyjne i inne akcesoria perkusyjne. Sam też dawał lekcje gry na perkusji. Sklep był również miejscem spotkań muzyków, w tym gitarzystów jak Pete Townshend i Ritchie Blackmore, którzy często pytali, dlaczego Jim nie sprzedaje lub nie produkuje sprzętu gitarowego. Marshall wówczas rozszerzył zakres swojej działalności i zaczął sprowadzać gitary oraz wzmacniacze gitarowe, szczególnie wzmacniacze Fendera, które były bardzo popularne, ale też bardzo drogie.

### Pierwszy wzmacniacz

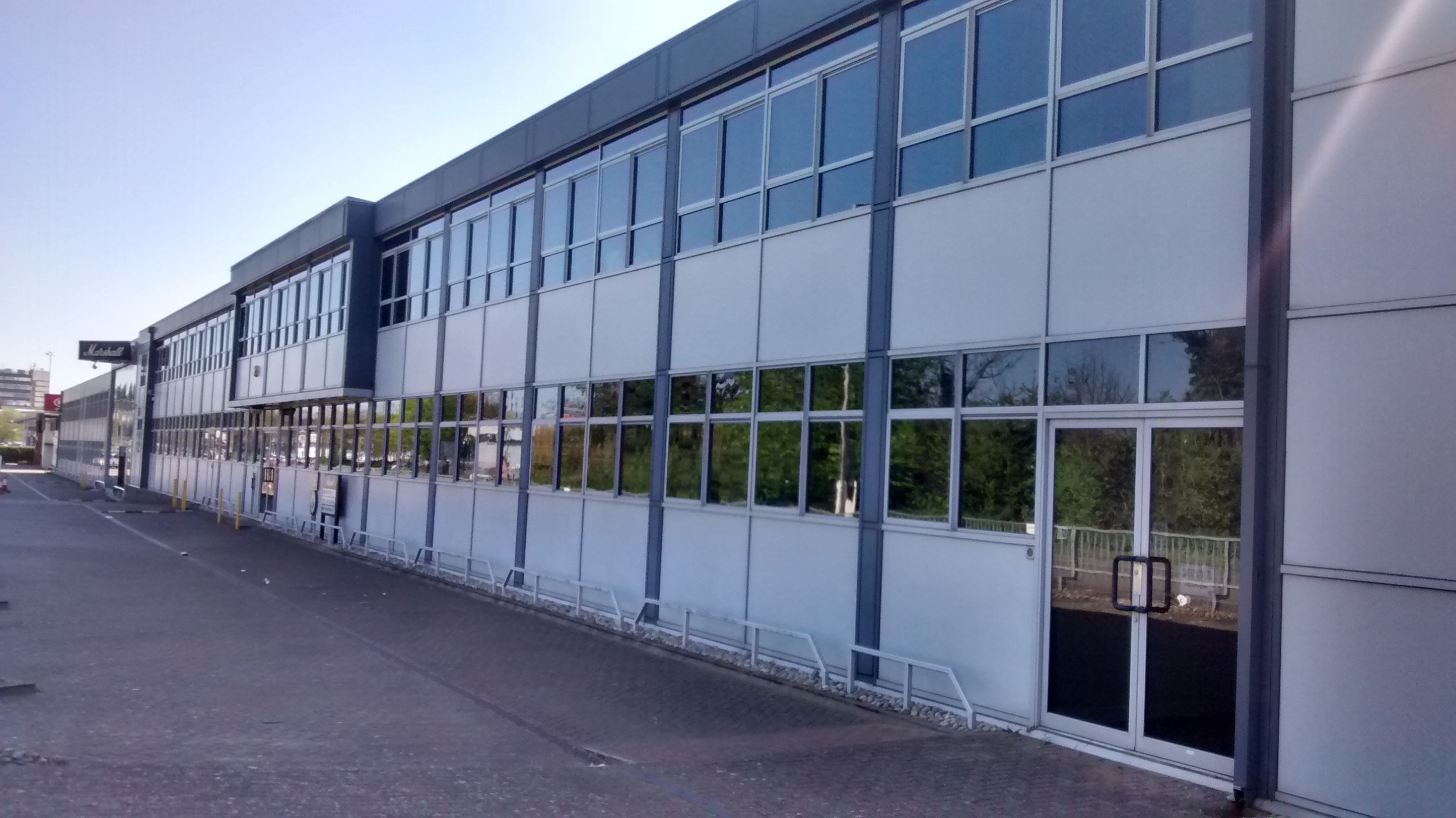
Budynek firmy Marshall w Bletchley, marzec 2017

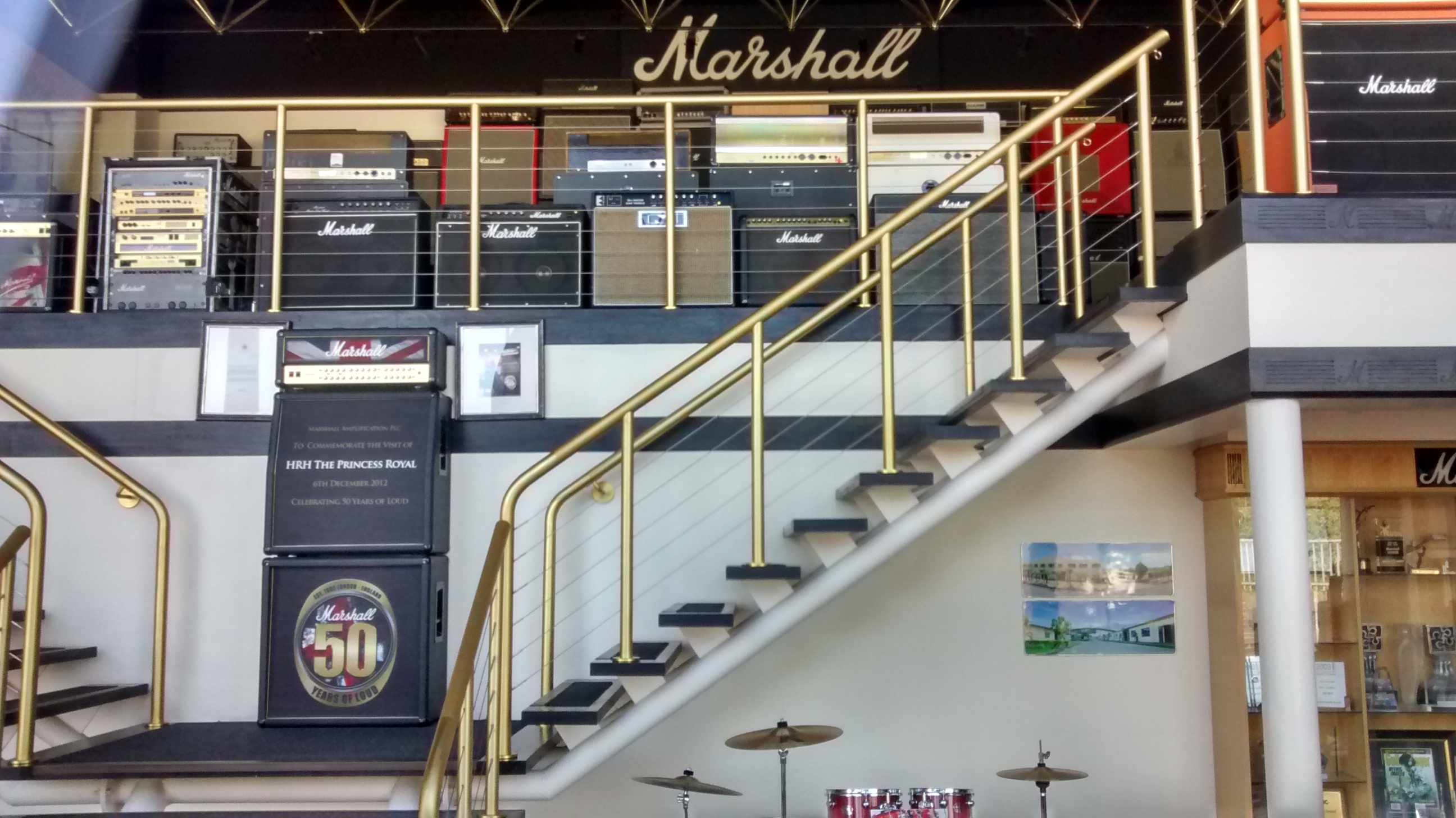
Marshall Amplification - wejście główne do firmy

Jim Marshall stwierdził wtedy, że może wyprodukować tańszy odpowiednik wzmacniaczy Fendera. Przy pomocy Kena Brana, serwisanta ze swojego sklepu, oraz technika Dudleya Cravena stworzyli kilka kopii wzmacniacza Fender Bassman, jednak nie dokładnie takich samych. Główna różnica polegała na zastosowaniu 12-calowych głośników Celestion w zamkniętej obudowie zamiast oryginalnych 10-calowych głośników Jensen w otwartej obudowie. Tak powstał słynny wzmacniacz JTM-45, który wziął swoją nazwę od inicjałów Jima i jego syna, Terry'ego, a także od 45W mocy, którą miał teoretycznie wytwarzać.

### Dystrybucja
Jim Marshall podpisał w 1965 roku piętnastoletnią umowę z brytyjską firmą Rose-Morris na dystrybucję swoich wzmacniaczy. Dało to Jimowi kapitał na rozwój jednak Rose-Morris znacznie podwyższyło cenę wzmacniaczy Marshalla, przez co nie były one konkurencyjne cenowo. Jim Marshall po latach wspomina podpisanie tej umowy jako największą pomyłkę, którą kiedykolwiek popełnił.

### Wzmacniacze "Park"
Nowy kontrakt pozbawił praw sprzedaży niektórych dystrybutorów wzmacniaczy Marshalla, którzy towarzyszyli mu od początku działalności. Wśród nich był przyjaciel Jima, Johnny Jones. Żeby pogodzić interesy swojego przyjaciela, Marshall stworzył markę wzmacniaczy Park (nazwa ta pochodzi od nazwiska panieńskiego żony Johnny'ego). W praktyce były to zwykłe wzmacniacze Marshall, jednak pod inną nazwą, co pozwalało na ich dystrybucję przez Johnny'ego bez pogwałcania warunków umowy z Rose-Morris.
Linia wzmacniaczy Park przez lata była również używana dla eksperymentalnych modeli wzmacniaczy, którymi firma Rose-Morris nie była zainteresowana. Inne nazwy handlowe, które były używane przez Marshalla to m.in. Big M, Kitchen/Marshall oraz Narb.

### Użycie brytyjskich części
Żeby obniżyć koszty produkcji, Jim Marshall zaczął szukać brytyjskich zamienników do stosowanych do tej pory amerykańskich części. Zaczął wtedy używać transformatorów Drake oraz Dagnalla, a także lamp firmy Marconi-Osram Valve Company.

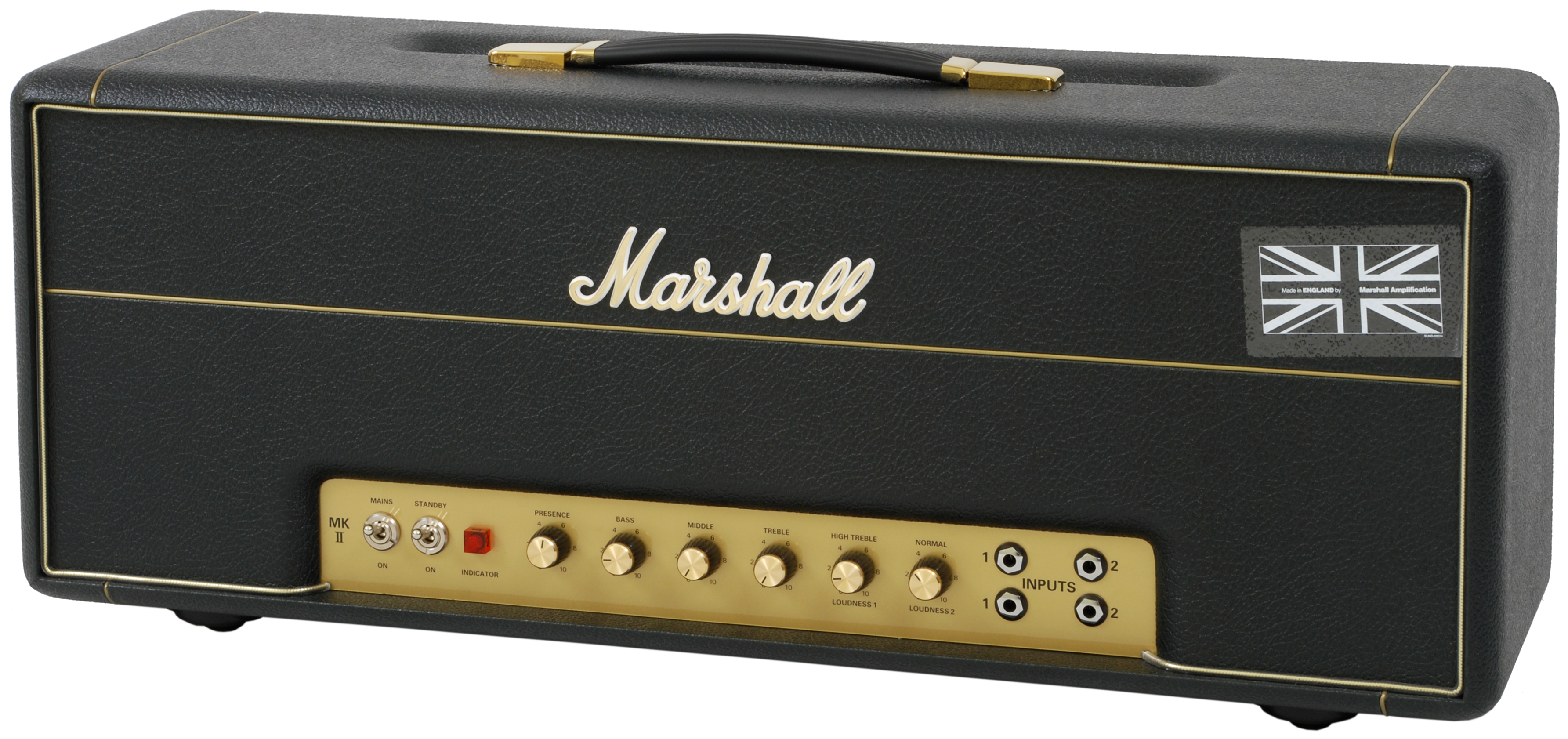
Wzmacniacz Marshall

Wzmacniacze Marshalla dzięki tym zabiegom uzyskały agresywniejszy dźwięk, który szybko spodobał wielu gitarzystom, wśród których był m.in. młody Eric Clapton, przesiadujący wówczas w sklepie Jima i ćwiczący swoją grę. Kiedy Clapton został zaproszony by dołączyć do John Mayall's Bluesbreakers, zapytał Jima, czy ten mógłby stworzyć dla niego kombo gitarowe z tremolo, które pasowałoby do bagażnika jego samochodu. W ten sposób powstał słynny wzmacniacz Bluesbreaker.
Innymi wczesnymi klientami Marshalla byli Pete Townshend i John Entwistle z The Who i Jimi Hendrix których poszukiwania dodatkowej mocy doprowadziły do zaprojektowania klasycznego 100-watowego wzmacniacza lampowego.

### Kolejna zmiana lamp
Kiedy lampy KT-66 zaczęły coraz bardziej drożeć, Marshall zaczął używać lamp EL-34, które mają inny charakter na kanale przesterowanym niż KT66, dając wzmacniaczom Marshalla jeszcze ostrzejsze brzmienie. W roku 1966 po raz pierwszy do Anglii przyjechał Jimi Hendrix, który kupił od Jima wzmacniacze pod warunkiem zapewnienia dla nich wsparcia technicznego.
Wzmacniacze z tego okresu łatwo poznać po przednim panelu ze szkła akrylowego (inaczej plexiglasu). Mają one dziś sporą wartość kolekcjonerską, jako że wraz z przyjściem lat 70. przednie panele są robione z matowego metalu. Po roku 1973 celem zwiększenia efektywności produkcji ręczne łączenie elementów zostało zastąpione przez użycie płytek drukowanych. Wynikiem tego jest znaczne upodobnienie brzmienia poszczególnych jednostek, które niektórzy entuzjaści takiego rozwiązania nazywają bardziej "sterylnym".

### Lata 70. i 80.
W połowie lat 70. Marshall zaprezentował linię wzmacniaczy nazwaną JMP. Była ona odpowiedzią na zapotrzebowanie gitarzystów na jeszcze większe przesterowanie wzmacniaczy. Linia ta ma odmienne brzmienie od oryginalnych modeli wzmacniaczy Marshalla, które znalazło jednak swoich fanów. Zaliczają się do nich m.in. Randy Rhoads, Zakk Wylde oraz Slash. Gdy w końcu lat 80. dobiegła końca umowa z Rose-Morris, Marshall zaczął nazywać tę serię wzmacniaczy JCM-800. Z powodu obaw Marshalla o przyszłą dostępność lamp EL-34, w wielu wzmacniaczach z tej serii zastąpiono je układami 6550 o odmiennym charakterze tonalnym. Co prawda niektórzy gitarzyści, jak Zakk Wylde, polubili otrzymywany przy ich pomocy dźwięk, jednak generalnie uważa się, że oznaczały one spadek jakości wzmacniaczy Marshalla. Do lamp EL-34 w pełni powrócono dopiero w latach 90., kiedy to kraje byłego bloku komunistycznego ponownie zapełniły nimi rynek.

### Lata 90.
W latach 90. Marshall wypuścił linię wzmacniaczy JCM-900, a także kilka specjalnych edycji wzmacniaczy, w tym linię sygnowaną przez Slasha.